# Карлуш Алберту Алвеш Гарсія
Карлуш Алберту Алвеш Гарсія (порт. Carlos Alberto Alves Garcia), більш відомий як просто Карлітуш (порт. Carlitos, нар. 6 вересня 1982, Лісабон) — португальський футболіст кабовердійського походження, що грав на позиції півзахисника.
Виступав, зокрема, за клуби «Бенфіка», «Базель» та «Ганновер 96», а також молодіжну збірну Португалії.

## Клубна кар'єра
У дорослому футболі дебютував 2000 року виступами за команду «Амора», в якій провів два сезони, взявши участь у 31 матчі чемпіонату, після чого протягом 2002—2004 років захищав кольори клубу «Ештуріл-Прая», вигравши в останньому сезоні з командою другий дивізіон, забивши десять голів.
Своєю грою за останню команду привернув увагу представників тренерського штабу клубу «Бенфіка», до складу якого приєднався 2004 року. У першому ж сезоні допоміг столичній команді виграти перший чемпіонський титул за 11 років, але так і не зміг пробитися в першу команду (десять матчів, дев'ять з виходу на заміну). В результаті з січня 2006 року грав на правах оренди у складі команд «Віторія» (Сетубал) та «Сьйон».
У липні 2007 року Карлітуш за 1,5 мільйона євро перейшов у швейцарський «Базель». Він дебютував у місцевій Суперлізі за свою нову команду 28 липня в матчі проти «Аарау» (1:1) на «Сент-Якоб-Парку», а забив свій перший гол 30 серпня у виїзній грі з над «Маттерсбургом» (4:0) у другому кваліфікаційному раунді Кубка УЄФА. 5 грудня він забив 200-й гол клубу в європейських змаганнях, закрутивши м'яч у ворота зі штрафного в матчі проти «Бранна», завдяки чому «Базель» дійшов до 1/8 фіналу турніру. Того ж року команда виграла і «золотий дубль» — чемпіонат та кубок країни. У сезоні 2009/10 роках Карлітуш і «Базель» виграли ще один «золотий дубль». Всього за три роки португалець провів за клуб 111 матчів і забив 20 голів в усіх турнірах.
1 серпня 2010 року у статусі вільного агента підписав дворічний контракт із клубом німецької Бундесліги «Ганновер 96». Під час свого дебютного матчу в Бундеслізі в першому турі сезону 2010/11 проти «Айнтрахта» Карлітуш порвав хрестоподібну зв'язку вже на першій хвилині, тому вибув на всю першу половину сезону. Лише 11 березня 2011 року (26-й тур) він повернувся у виїзній грі проти «Кельна», але закріпитись у команді не зумів. Загалом Карлітуш провів лише вісім ігор у Бундеслізі та п'ять ігор за другу команду через травми до завершення контракту.
31 серпня 2012 року Карлітуш повернувся до Португалії та її вищого дивізіону, знову приєднавшись до свого колишнього клубу «Ештуріл-Прая». Він забив свій перший гол після повернення 9 лютого 2013 року у домашній грі проти «Віторії» (2:0). Загалом за два сезони провів за клуб 44 гри у чемпіонаті і забив 4 голи.
Влітку 2014 року повернувся в «Сьйон», підписавши дворічний контракт. У першому ж сезоні португалець забив у фіналі Кубка Швейцарії, допомігши команді виграти 3:0 у «Базеля» і виграти 13-й кубок у своїй історії. 4 лютого 2016 року Сьйон оголосив, що продовжив контракт з гравцем ще на два роки. Завершив професійну кар'єру футболіста виступами за команду «Сьйон» у 2019 році.

## Виступи за збірну
Протягом 2003—2004 років залучався до складу молодіжної збірної Португалії, разом з якою брав участь у молодіжному чемпіонаті Європи 2004 року, де португальці здобули бронзові нагороди, а Карлітуш забив переможний гол у додатковий час гри за 3-тє місце проти Швеції (3:2). Всього на молодіжному рівні зіграв у 7 офіційних матчах, забив 2 голи.

## Титули і досягнення
«Бенфіка»
- Чемпіон Португалії: 2004/05
- Фіналіст Кубка Португалії: 2004/05

«Віторія» (Сетубал)
- Фіналіст Кубка Португалії: 2005/06

«Базель»
- Чемпіон Швейцарії: 2007/08, 2009/10
- Володар Кубка Швейцарії: 2007/08, 2009/10

«Сьйон»
- Володар Кубка Швейцарії: 2014/15
- Фіналіст Кубка Швейцарії: 2016/17